# Грубий Анатолій Васильович
Анато́лій Васи́льович Грубий (26 жовтня 1971 — 18 лютого 2015) — сержант Збройних сил України.

## Життєвий шлях
Закінчив Торківську ЗОШ. Працював ветеринарним лікарем.
Мобілізований весною 2014-го, водій-машиніст компресора, 128-ма окрема гірсько-піхотна бригада.
18 лютого 2015-го загинув поблизу села Новогригорівка Бахмутського району під час виходу українських військ із Дебальцевого — помер по дорозі у шпиталь від поранення осколком у шию, вчергове повертаючись із пораненими побратимами.
Родина відшукала тіло в Дніпропетровській клінічній лікарні. Без Анатолія лишились батько, дружина Людмила Дмитрівна, двоє синів Олександр та Юрій (1996 й 1999 р.н.)
Похований в селі Торків 23 лютого 2015-го.

## Нагороди та вшанування
За особисту мужність і героїзм, виявлені у захисті державного суверенітету та територіальної цілісності України, вірність військовій присязі під час російсько-української війни, відзначений — нагороджений
- орденом «За мужність» III ступеня (посмертно)
- 3 червня 2015-го в Торкові відкрито меморіальну дошку пам'яті Анатолія Грубого